# پینوبانکسین
پینوبانکسین (به انگلیسی: Pinobanksin) با فرمول شیمیایی C۱۵H۱۲O۵ یک ترکیب شیمیایی با شناسه پاب‌کم ۷۳۲۰۲ است. که جرم مولی آن ۲۷۲٫۲۵ g/mol می‌باشد. 